# Mitkof Island
Mitkof Island är en 539,7 km² stor ö, som ingår i ögruppen Alexanderarkipelagen i den amerikanska delstaten Alaska. År 2000 hade staden ca 3 400 invånare, av vilka de flesta bodde i staden Petersburg.
Ön ska ha uppkallats efter en rysk kapten vid namn Mitkov, men något mer därom är inte känt.